# Takahashi Ujibumi
Takahashi Ujibumi (高橋氏文) es un registro histórico del clan Takahashi. Sirvió como una apelación para el arbitraje judicial entre dos clanes en lucha.
El autor(es) es desconocido, pero el contenido sugiere que se compuso antes del 789. El texto solo sobrevive hoy en fragmentos citados en otros textos como Honchō Gatsuryō (本朝月令, c. 930-946), Seiji Yōryaku (政事要略, 1002), y Nenjū Gyōji Hishō (年中行事秘抄).
Tanto los clanes Takahashi como los Azumi sirvieron en la Oficina de la Mesa Real. El conflicto entre los dos clanes surgió y muchos conflictos ocurrieron después del 716. En busca de un arbitraje y una resolución al conflicto, ambos clanes enviaron sus registros de clanes a la corte imperial. Este es el registro de Takahashi; el registro del clan Azumi es desconocido.

## Contenido
Juntos, el texto consta de tres secciones principales:
1. El antecesor del clan Takahashi Iwakamutsukari no Mikoto sirvió las comidas del Emperador Keikō y recibió el título "Kashiwade" (jefe).
2. La proclamación imperial después de la muerte de Iwakamutsukari.
3. Un registro del arbitraje del 792 por el Departamento de Estado con respecto a los conflictos entre los dos clanes.

## Valor
El texto es altamente valorado como el registro de clan más antiguo existente. Además, el Nihonshoki (720) hace referencia al clan Kashiwade, un título otorgado al clan Takahashi. Esto sugiere la posibilidad de que el registro del clan Takahashi, al menos en parte, se usara como referencia para compilar Nihonshoki, mientras que también sugiere que partes de él pueden ser aún más antiguas.
Lingüísticamente, el texto incluye una serie de pasajes que utilizan los arcaicos Jōdai Tokushu Kanazukai. Sin embargo, hay algunas inconsistencias que indican que algunas partes datan de finales del siglo VIII.